# Tetrastigma longipedunculatum
Tetrastigma longipedunculatum är en vinväxtart som beskrevs av Chao Luang Li. Tetrastigma longipedunculatum ingår i släktet Tetrastigma och familjen vinväxter. Inga underarter finns listade i Catalogue of Life.